# Triệu Vĩnh Hinh
Triệu Vĩnh Hinh (Hán tự: 趙永馨/赵永馨, bính âm: Zhào Yǒng Xīn), tên thật Triệu Vĩnh Tín (趙永信) là nữ diễn viên nổi tiếng của Đài Loan. Cô sinh tại thành phố Đài Bắc, nguyên quán Cao Mật, Sơn Đông, hiện đang sống tại quận Bản Kiều, thành phố Tân Bắc. Triệu Vĩnh Hinh thuộc thế hệ đầu tiên tốt nghiệp Trường nghệ thuật Quốc Quang, nay là Học viện hí khúc quốc lập Đài Loan.
Năm 1983, cô tham gia bộ phim truyền hình đầu tay ‘’Ngọc nữ thần địch’’, giành giải thưởng Chuông vàng lần thứ 19 cho Diễn viên mới xuất sắc nhất. Những năm sau đó, cô tham gia nhiều bộ phim chuyển thể từ tác phẩm của Quỳnh Dao, được mệnh danh là "ngọc nữ".
Tháng 1 năm 2014, Triệu Vĩnh Hinh đảm nhận vai trò nhà sản xuất của Đại Ái điện thị, chuyên sản xuất phim tình cảm dài tập và đồng thời tham gia diễn xuất trong các tác phẩm của cô. Cô cũng sáng lập công ty cá nhân "Vĩnh Viễn Ôn Hinh"  thực hiện nhiều bộ phim dài tập.

### Điện ảnh
| Năm  | Tên phim                                | Vai diễn |
| 1981 | Băng tuyết tình quan anh hùng đảm       |          |
| 1983 | Thiếu lâm nhị thập tứ lưu mã            |          |
| 1987 | Hoa nguyệt chính xuân phong đại kết cục |          |

### Truyền hình
| Năm  | Kênh                 | Tên phim                                                    | Vai diễn                                       |
| 1983 | Hoa thị              | Ngọc nữ thần địch                                           | Châu Kha                                       |
| 1983 | Hoa thị              | Yên vũ Giang Nam                                            | Vi Tiểu Ngọc                                   |
| 1983 | Hoa thị              | Phong nhã kịch tập chi Hồng lâu mộng                        | Lâm Đại Ngọc                                   |
| 1983 | Hoa thị              | Tiêu thập nhất lang                                         | Băng Băng                                      |
| 1983 | Hoa thị              | Trung quốc thần thoại cố sự chi Tây du ký                   |                                                |
| 1984 | Hoa thị              | Giang Nam du long                                           |                                                |
| 1984 | Hoa thị              | Đại hiệp thẩm thắng y chi Tương tư phu nhân                 | Tiêu Linh                                      |
| 1985 | Hoa thị              | Long phượng kỳ hiệp                                         | Quách Linh                                     |
| 1985 | Hoa thị              | Tứ lang dữ chân bình                                        |                                                |
| 1985 | Hoa thị              | Hiệp khách hành                                             | Đinh Đang                                      |
| 1986 | Hoa thị              | Tân tây la thất kiếm                                        | Thượng Quan Nghiễn Nhi                         |
| 1986 | Hoa thị              | Kỷ độ tịch dương hồng (Tình buồn)                           | Dương Hiểu Đồng                                |
| 1986 | Hoa thị              | Yên vũ mông mông (Dòng sông ly biệt)                        | Lục Như Bình                                   |
| 1986 | Hoa thị              | Bích hải thanh thiên                                        | Triệu Uyển Kiều                                |
| 1987 | Hoa thị              | Đình viện thâm thâm (Xóm vắng)                              | Dư Thuý San                                    |
| 1987 |                      | Kỳ trung kỳ                                                 | Đổng An Ni                                     |
| 1988 | Hoa thị              | Tại thủy nhất phương (Bên dòng nước)                        | Chu Thi Huỷ                                    |
| 1988 |                      | Hào dũng thất giao long                                     |                                                |
| 1989 | Hoa thị              | Truy thê tam nhân hành                                      | Diêu Y Y                                       |
| 1990 | Hoa thị              | Lục cá mộng chi Ách thê (Người vợ câm)                      | Mạc Nhạn Hoa                                   |
| 1990 | Hoa thị              | Kỷ độ xuân phong kỷ độ sương (Mấy độ phong sương)           | Khang Xảo Quân                                 |
| 1993 |                      | Tử anh hoa (Anh đào tím)                                    |                                                |
| 1993 | Hoa thị              | Bao Thanh Thiên chi Cổ cầm oán                              | Trần Bích Nga                                  |
| 1993 | Hoa thị              | Bao Thanh Thiên chi Loan sinh kiếp                          | Tân Mẫn Trinh                                  |
| 1993 | Hoa thị              | Bao Thanh Thiên chi Cửu đạo bản                             | Mạc Sầu                                        |
| 1995 | Á châu điện thị      | Tân Bao Thanh Thiên chi Trát Diễm Nương                     | Lý Tuệ Nương                                   |
| 1995 | Á châu điện thị      | Tân Bao Thanh Thiên chi Tình khiên âm dương giới            | Tình Nương                                     |
| 1996 |                      | Thu Cúc                                                     |                                                |
| 1997 | Dân thị              | Gian mang hoa đích xuân thiên                               | Bạch Tuyết Hồng                                |
| 1997 | Dân thị              | Gia Khánh quân du Đài Loan                                  | Lâm Thu Nguyệt (Bạch Cúc Hoa）/ Hứa Tú Dung    |
| 1997 | Hoa thị              | Thi công kỳ án                                              |                                                |
| 1997 |                      | Vũ trung điểu                                               |                                                |
| 1998 | Dân thị              | Cử đầu tam xích hữu thần minh chi Tâm ma                    | Lý Ngọc Bình & Lý Ngọc Tuệ                     |
| 1998 | Dân thị              | Cử đầu tam xích hữu thần minh chi Mệnh căn tử               | A Hoa                                          |
| 1998 |                      | Đài Loan tác gia kịch trường chi Bất quy lộ                 |                                                |
| 1998 |                      | Ba ba đích bản tôn                                          |                                                |
| 1998 | Dân thị              | Xuân thiên hậu mẫu tâm                                      | Lâm Thu Nguyệt                                 |
| 1999 | Đài thị              | Đài Loan liêu thiêm đinh                                    | Trần Nguyệt Lý                                 |
| 2000 | Dân thị              | Vô nhĩ giảo khoái hoạt                                      | Trần Mỹ Hoa                                    |
| 2000 | Đài thị              | Thần tiên động viên linh                                    | Triệu Mộng Mai (Lưu Mộng Mai）                 |
| 2001 | Dân thị              | Tình nghĩa                                                  | Hứa Tuệ Linh                                   |
| 2001 | Dân thị              | Ba ba tư sinh nữ                                            | Thu Nghiên                                     |
| 2002 |                      | Tái ái nhất thứ                                             |                                                |
| 2002 |                      | Ái thượng tổng kinh lý                                      |                                                |
| 2003 | Dân thị              | Thanh long hảo hán                                          | Lâm Mỹ Tú                                      |
| 2004 | Dân thị              | Dục vọng nhân sinh                                          | Sái Kim Phong                                  |
| 2005 | Dân thị              | Ý nan vong                                                  | Trần Ngọc Khiết                                |
| 2005 | Dân thị              | Bát lưỡng kim                                               |                                                |
| 2005 | Ương thị, Dân thị    | Kinh hoa yên vân                                            | Quế di                                         |
| 2006 | Tam lập Đài Loan đài | Thiên hạ đệ nhất vị                                         | Lưu Văn Hoa                                    |
| 2006 | Tam lập Đài Loan đài | Ngã nhất định yếu thành công                                | Trang Giai Linh                                |
| 2008 |                      | Hoan hỷ kết thân thạnh                                      |                                                |
| 2009 | Đại Ái điện thị ]]   | Hồi gia hệ liệt - Hữu nhĩ chân hảo                          | Đổng mẫu                                       |
| 2011 | Đại Ái điện thị      | Nhân gian độ hệ liệt - Ái đích hồi toàn khúc                |                                                |
| 2014 | Đại Ái điện thị      | Trưởng tình kịch triển - Thính kiến hạnh phúc đích thanh âm | Giản Bích Lan (cũng là nhà sản xuất)           |
| 2014 | Dân thị              | Long phi phượng vũ                                          | Trương Kim Chi                                 |
| 2015 | Đại Ái điện thị      | Văn võ thân gia                                             | Diệp Chí Trung mẫu thân (cũng là nhà sản xuất) |
| 2017 | Công thị             | Ngân hà chiến sĩ đặc huấn ban                               | Bích Hà                                        |
| 2017 | Vidol                | Ngã đích vị lai nam hữu                                     | Phùng Tĩnh                                     |
| 2018 | Hoa thị              | HisStory2 thị phi                                           | Triết ma                                       |